# Mariam Mukhtar
Mariam Mukhtiar, née le 19 mai 1992 et morte le 24 novembre 2015, est une pilote de chasse pakistanaise. Elle est morte en pilotant un avion FT-7PG de la Pakistan Air Force (PAF) qui s'est écrasé près de Kundian dans le district de Mianwali, au nord-ouest du Pendjab, au Pakistan, le 24 novembre 2015. Elle est la première femme pilote de chasse pakistanaise à mourir dans l'exercice de ses fonctions.

## Jeunesse et carrière
Marium Mukhtiar est née dans une famille de cheikhs sindhi. Son père est le colonel Ahmed Mukhtiar qui s'est installé à Karachi, sa ville natale. Elle étudie à l'école modèle et le collège Mehran à Pano Akil et l'Army Public Schools & Colleges System (en) (APSACS) à Malir Cantt, Karachi. Elle joue au football pour Balochistan United (en) dans le championnat national de football féminin. Elle étudie le génie civil à l'NED University (en) avant d'obtenir son diplôme de pilote de chasse dans l'armée de l'air pakistanaise (PAF) en 2014, avec six autres femmes. Elle s’engage aussi dans des œuvres caritatives, en soutenant une école pour les enfants qui n’avaient pas les moyens de payer leur éducation.
Mukhtiar déclare à Wajahat S. Khan de NBC News en 2013 que voler dans l'armée de l'air pakistanaise était « vraiment difficile, surtout pour une femme » mais qu'elle est très motivée de faire ce qui n'a jamais été fait avant. 
Avant elle, Ayesha Farook est devenue la première femme pilote de chasse au Pakistan

## Mort
Le 24 novembre 2015, Mukhtiar et le chef d'escadron Saqib Abbasi effectuent une mission d'entraînement de routine lorsque leur FT-7PG s'écrase près de Kundian, Mianwali, au Pendjab,, Les deux occupants sont éjectés du cockpit. Abbasi a des blessures mineures, mais Mukhtiar meurt des suites de ses blessures dans un hôpital militaire. Mukhtiar et son pilote instructeur sont éjectés à une altitude trop basse, selon un porte-parole de l'armée de l'air. Abbasi a survécu probablement parce qu'il avait réussi à s'éjecter quelques secondes plus tôt.
L'avion F7-PG est produit par l'entreprise publique chinoise Chengdu Aircraft Corporation. Mis en service pour la première fois dans les années 1960, sa production s'arrête en 2013, mais il est encore utilisé par le Pakistan comme intercepteur en cas de conflit aérien avec l'Inde.
La mort de Mukhtiar a été labellisée avec le terme de martyre (ou shahadat ) par la PAF, qui a déclaré que les deux pilotes « ont géré l'urgence avec professionnalisme et courage et ont essayé de sauver de l'avion sinistré jusqu'à la toute dernière minute. La lieutenante Mukhtiar aurait pu sauver sa vie si elle s'était éjectée avant de sortir le PAF FT-7PG des zones peuplées, mais les deux pilotes ont décidé de prendre le risque de continuer à piloter l'avion en chute libre. »,.
Elle est enterrée au cimetière du cantonnement de Malir.

## Récompenses
Le Comité permanent de la défense du Sénat pakistanais (SSCD) a nommé Mukhtiar pour un prix d'État Elle a reçu le Tamgha-e-Basalat (en) du gouvernement pakistanais.

## Culture populaire
Le téléfilm biographique pakistanais de 2016 Ek Thi Marium (en) diffusé par Urdu 1 (en), réalisé par Sarmad Sultan Khoosat (en), écrit par Umera Ahmad met en vedette Sanam Baloch (en)dans le rôle de Mukhtiar.